# Dornier Do X
Dornier Do X byl německý létající člun vyrobený firmou Dornier v roce 1929. V době vzniku byl největším a nejtěžším létajícím člunem na světě. S nápadem vytvořit ho přišel Dr. Claude Dornier v roce 1924, na konci roku 1925 začaly přípravy a po 240 000 pracovních hodinách byl v roce 1929 hotov.
V meziválečných letech vznikl o několik let později sovětský letoun Tupolev ANT-20 Maxim Gorkij, který byl sice větší, ale jeho maximální hmotnost 53 metrických tun na 56 tun stroje Do X nestačila.
Do X byl financován německým ministerstvem dopravy a za účelem obcházení podmínek Versailleské smlouvy zakazující stavbu jakékoliv letadla překračující stanovené rychlosti a limity, které by mohlo být Německem po první světové válce postaveno, byla na švýcarské části Bodamského jezera v Altenrheinu vybudována speciální továrna.
Typ byl u veřejnosti populární, ale nedostatek obchodních zájmů a řada poruch způsobila, že byly postaveny pouze tři letouny.

## Specifikace (Do X1a)

Třípohledový nákres

### Technické údaje
- Posádka: 10-14
- Kapacita: 66-100 cestujících
- Rozpětí: 48 m
- Délka: 40 m
- Výška: 10,25 m
- Nosná plocha: 450 m²
- Hmotnost prázdného stroje: 28 250 kg
- Maximální vzletová hmotnost: 56 000 kg
- Pohonné jednotky: 12× dvanáctiválcový vidlicový motor Curtiss V-1570, každý o výkonu 455 kW (610 k)

### Výkony
- Maximální rychlost: 211 km/h
- Cestovní rychlost: 175 km/h
- Dolet: 1 700 km
- Dostup: 3 200 m
- Plošné zatížení: 94 kg/m²